# Кларенс Томас
Кларенс Томас (англ. Clarence Thomas; нар. 23 червня 1948, Пін-Пойнт, Джорджія) — американський юрист, суддя Верховного суду США з 1991 року. Є другим афроамериканцем у Верховному суді, вважається консервативним.
Томас закінчив Єльську школу права. З 1974 по 1977 він працював в офісі Генерального прокурора штату Міссурі, з 1979 по 1981 був помічником сенатора Джона Данфорта. У 1981 році він став помічником Міністра освіти США з питань прав людини, а у 1982 році призначений президентом головою Комісії з питань рівності у сфері зайнятості. 
У 1990 році президент Джордж Буш призначив його суддею Апеляційного суду округу Колумбія.

## Погляди
У дитинстві на глибокому Півдні я боявся натовпів лінчувальників ... У дорослому віці я почав задаватися питанням, чи не тих білих людей я боявся весь цей час. Мої найгірші побоювання справдилися не в Джорджиї, а у Вашингтоні, де мене переслідували не фанатики в білих халатах, а ліві фанатики, одягнені в пишне ханжество".

## [5]Примітки
1. ↑  SNAC — 2010.
2. ↑  Munzinger Personen
3. ↑  BlackPast.org — 2004.
4. ↑  https://www.britannica.com/biography/Clarence-Thomas
5. ↑  Clarence Thomas, My Grandfather's Son